# 氨气喷泉实验
氨气喷泉实验，是一种常见的中学化学演示实验，被用于演示氨气的性质。

## 基本内容
实验者用滴管把少量的水挤入一个充满了氨气的干燥容器中。氨气溶解在水中，使容器内产生负压。因此更多的水在大气压的作用下从另一个入口处进入，产生喷泉效应。这一演示实验可用于向初学者介绍气体溶解度和气体定律等基本概念。

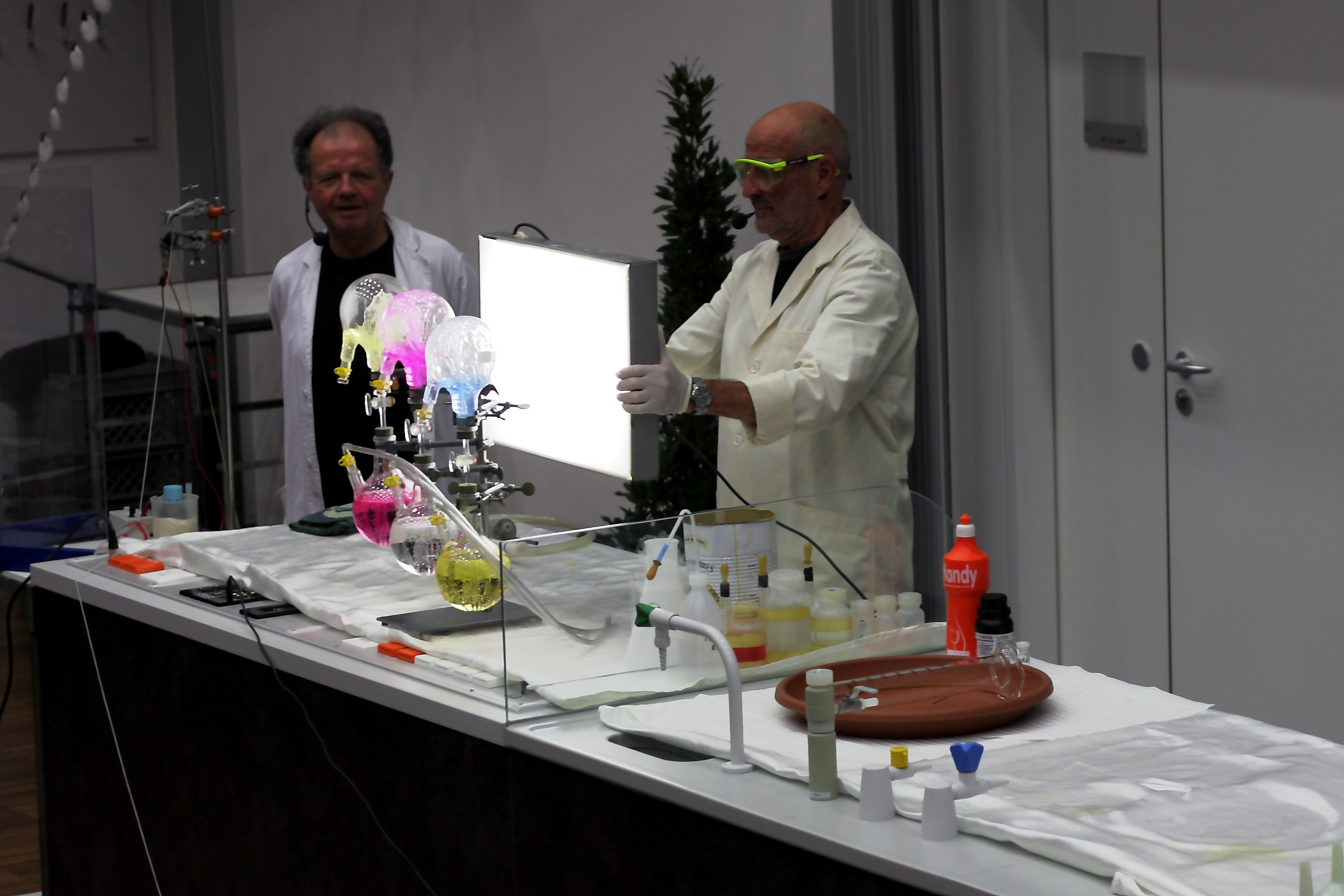
一个氨气喷泉演示

其他在水中具有相对较高溶解度的气体，例如氯化氢气体或二氧化硫气体，可用于替代氨气使用。

## 改进
改进之一是加入酚酞或紫甘蓝作为指示剂，产生彩色效果；另一种方法则是将氨气换成液体蒸汽（如水蒸气）。在这种情况下，实验者需要加热盛有少量水的容器，使之全部变为水蒸气，然后将容器快速降至室温。当其蒸汽压高于室温蒸汽压时，蒸汽会自发凝结为液态，从而产生相似的效果。